# Utto Kornmüller
Utto Kornmüller OSB, Taufname Josef (* 5. Januar 1824 in Straubing; † 13. Februar 1907 in Metten), war Komponist, Kirchenmusiker und Mönch in der bayerischen Benediktinerabtei Metten.

## Leben
Nach dem Schulbesuch in Straubing und dem Studium der Theologie am Lyceum in Regensburg wurde Josef Kornmüller 1847 zum Priester geweiht. Erste Einsätze in der Seelsorge führten ihn nach Windberg und Straubing, bevor er 1857 in die Benediktinerabtei Metten eintrat, wo er bei der Profess den Ordensnamen Utto erhielt. Bereits während seiner Studienzeit in Regensburg hatte Kornmüller, der Sohn eines Kirchenmusikers, Anschluss an die kirchenmusikalische Reformbewegung (Cäcilianismus) gefunden, der er sich zeit seines Lebens verpflichtet zeigte. In Metten wirkte er als Musiklehrer und Chorleiter am Gymnasium des Klosters. Zudem versah er im Kloster lange Jahre die Ämter des Novizenmeisters und Prior. Seine Anerkennung als Komponist und Musikhistoriker weit über das eigene Kloster hinaus zeigt sich darin, dass er von 1884 bis 1903 als Präses dem Diözesan-Cäcilienverein in Regensburg vorstand.
Einige seiner Mettener Schüler traten selbst als Komponisten und Musiker hervor, so Michael Haller, Joseph Auer, P. Josef Kreitmaier und P. Viktor Eder, der in Metten Utto Kornmüllers Nachfolger wurde.

## Werke (Auswahl)

### Historische und theoretische Abhandlungen
- Historische Daten über das alte Prämonstratenserkloster Windberg. In: Verhandlungen des historischen Vereins für Niederbayern 5 (1857), S. 67–76.
- Der katholische Kirchenchor: Pflichten des Chorregenten, Organisten und Sänger, Landshut 1868.
- Lexikon der kirchlichen Tonkunst, Brixen 1870; 2. verbesserte und vermehrte Aufl., 2 Bde., Regensburg 1891 und 1895.
- Die Musik beim liturgischen Hochamt. Preisgekrönte Schrift, Regensburg 1871.
- Der hl. Wolfgang als Beförderer des Kirchengesangs. In: Der hl. Wolfgang, Bischof von Regensburg. Historische Festschrift zum neunhundertjährigen Gedächtnisse seines Todes (31. Oktober 1894), hrsg. von Johann Baptist Mehler, Regensburg u. a. 1894, S. 140–162.
- Die Pflege der Musik im Benedictiner-Orden. In: Studien und Mitteilungen zur Geschichte des Benediktiner-Ordens und seiner Zweige 2/4 (1881).
- Nachträge zu dem Artikel „Die Pflege der Musik im Benedictinerorden“. In: Studien und Mitteilungen zur Geschichte des Benediktiner-Ordens und seiner Zweige 6/3 (1885).

### Kompositionen
- 15 Offertorien aus dem Commune sanctorum für 2 Oberstimmen mit Orgel (Regensburg: Pustet), 4. Aufl. 1903.
- Messe ohne Credo für 3 Oberstimmen und Baß mit Orgel (Regensburg: Pustet).
- Supplementum zum Graduale und Vesperale der Sublacenserkongregation in Belgien (Regensburg: Pustet) 1895.
- Requiem in Es für Sopran und Alt mit Orgel (Regensburg: Coppenrath).
- Missa in honorem S. Benedicti für 2 gleiche Stimmen mit Orgel (Regensburg: Coppenrath).
- Der verlorene Sohn, Cantate mit lebenden Bildern für gemischten Chor und kleines Orchester (Regensburg: Coppenrath) 1901.
- Marienlieder für 4stimmigen, gemischten Chor (Regensburg: Coppenrath).
- 12 Offertorien für 2 Knabenstimmen mit Orgel (Regensburg: Gleichauf-Feuchtinger).
- Offertorien auf alle Marienfeste für 2 und 3 Oberstimmen mit Orgel (Augsburg: Böhm).
- Offertorien für zwei Knabenstimmen mit Orgel (Augsburg: Böhm).